# Castroverde de Campos
Castroverde de Campos é um município da Espanha na província de Zamora, comunidade autónoma de Castela e Leão, de área 64,00 km² com população de 375 habitantes (2007) e densidade populacional de 6,34 hab/km².

## Demografia
| Variação demográfica do município entre 1991 e 2004 | Variação demográfica do município entre 1991 e 2004 | Variação demográfica do município entre 1991 e 2004 | Variação demográfica do município entre 1991 e 2004 |
| --------------------------------------------------- | --------------------------------------------------- | --------------------------------------------------- | --------------------------------------------------- |
| 1991                                                | 1996                                                | 2001                                                | 2004                                                |
| 478                                                 | 435                                                 | 403                                                 | 406                                                 |